# Torralba de los Sisones
Pour les articles homonymes, voir Torralba (homonymie).
Torralba de los Sisones est une commune d’Espagne, dans la Comarque du Jiloca, province de Teruel, communauté autonome d'Aragon.